# Scott Arfield
Scott Arfield (Livingston, 1 november 1988) is een Schots voetballer van Canadese afkomst die doorgaans als middenvelder speelt. Hij verruilde Burnley in juli 2018 voor Rangers FC. Arfield debuteerde in 2016 in het Canadees voetbalelftal.

## Clubcarrière
Arfield speelde drie seizoenen bij Falkirk in de Scottish Premiership. In mei 2010 werd hij getransfereerd naar Huddersfield Town. Op 10 augustus 2010 debuteerde hij in de League One tegen Notts County. In 2012 steeg de club naar de Championship. In juli 2013 tekende hij een tweejarig contract bij reeksgenoot Burnley. Op 6 augustus 2013 maakte hij zijn eerste doelpunt voor zijn nieuwe club, in de League Cup tegen York City. In 2014 promoveerde hij met Burnley naar de Premier League. Bij zijn debuut in de Premier League scoorde Arfield tegen Chelsea.

## Interlandcarrière
Arfield kwam uit voor Schotland –19, Schotland –21 en Schotland B. Omdat zijn vader in Canada werd geboren, kwam hij ook in aanmerking voor het Canadees voetbalelftal. Arfield debuteerde in 2016 als Canadees international. Hij maakte deel uit van de Canadese ploeg op de Gold Cup 2017 en Gold Cup 2019.
1 Butland ·
2 Tavernier  ·
3 Yılmaz ·
4 Pröpper ·
5 Souttar ·
7 Cortés ·
8 Barron ·
9 Dessers ·
10 Diomand ·
11 Lawrence ·
14 Bajrami ·
17 Matondo ·
18 Černý ·
19 Nsiala ·
20 Dowell ·
21 Sterling ·
22 Jefté ·
24 Kasanwirjo ·
27 Balogun ·
29 Igamane ·
30 Hagi ·
31 Kelly ·
38 King ·
43 Raskin ·
44 Devine ·
45 McCausland ·
51 Lowry ·
99 Danilo ·
Coach: Clement
· Assistent-coach: Van der Heyden
· Assistent-coach: Rae
· Assistent-coach: Ulderink